# العلاقات الأذربيجانية المجرية
العلاقات الأذربيجانية المجرية هي العلاقات الثنائية التي تجمع بين أذربيجان والمجر.

## مقارنة بين البلدين
هذه مقارنة عامة ومرجعية للدولتين:
| وجه المقارنة                                              | أذربيجان        | المجر                                                       |
| --------------------------------------------------------- | --------------- | ----------------------------------------------------------- |
| المساحة (كم2)                                             | 86.60 ألف       | 93.04 ألف                                                   |
| عدد السكان (نسمة)                                         | 10.00 مليون     | 9.78 مليون                                                  |
| الكثافة السكانية (ن./كم²)                                 | 115.47          | 105.12                                                      |
| العاصمة                                                   | باكو            | بودابست                                                     |
| اللغة الرسمية                                             | اللغة الأذرية   | لغة مجرية                                                   |
| العملة                                                    | مانات أذربيجاني | فورنت مجري                                                  |
| الناتج المحلي الإجمالي (بليون دولار)                      | 40.75 مليار     | 139.14 مليار                                                |
| الناتج المحلي الإجمالي (تعادل القوة الشرائية) بليون دولار | 171.56 مليار    | 260.42 مليار                                                |
| الناتج المحلي الإجمالي الاسمي للفرد دولار أمريكي          | 5.50 ألف        | 12.36 ألف                                                   |
| الناتج المحلي الإجمالي للفرد دولار أمريكي                 | 17.52 ألف       | 25.07 ألف                                                   |
| مؤشر التنمية البشرية                                      | 0.751           | 0.828                                                       |
| رمز المكالمات الدولي                                      | +994            | +36                                                         |
| رمز الإنترنت                                              | .az             | .hu                                                         |
| المنطقة الزمنية                                           | ت ع م+04:00     | ت ع م+01:00، ت ع م+02:00، أوروبا/بودابست ‏، توقيت وسط أوروبا |

## منظمات دولية مشتركة
يشترك البلدان في عضوية مجموعة من المنظمات الدولية، منها:
| علم المنظمة | اسم المنظمة                               | تاريخ انضمام أذربيجان | تاريخ انضمام المجر |
| ----------- | ----------------------------------------- | --------------------- | ------------------ |
|             | الاتحاد البريدي العالمي                   | ?                     | ?                  |
|             | يونسكو                                    | 3 يونيو 1992          | 14 سبتمبر 1948     |
|             | البنك الدولي للإنشاء والتعمير             | 18 سبتمبر 1992        | 7 يوليو 1982       |
|             | وكالة ضمان الاستثمار متعدد الأطراف        | 23 سبتمبر 1992        | 21 أبريل 1988      |
|             | الاتحاد الدولي للاتصالات                  | 10 أبريل 1992         | 1866               |
|             | منظمة الشرطة الجنائية الدولية             | ?                     | ?                  |
|             | مؤسسة التنمية الدولية                     | 31 مارس 1995          | 29 أبريل 1985      |
|             | مؤسسة التمويل الدولية                     | 11 أكتوبر 1995        | 29 أبريل 1985      |
|             | الأمم المتحدة                             | 2 مارس 1992           | 14 ديسمبر 1955     |
|             | منظمة الأمن والتعاون في أوروبا            | 30 يناير 1992         | 25 يونيو 1973      |
|             | مجلس أوروبا                               | 25 فبراير 2001        | 6 نوفمبر 1990      |
|             | منظمة حظر الأسلحة الكيميائية              | ?                     | ?                  |
|             | المركز الدولي لتسوية المنازعات الاستشارية | 18 أكتوبر 1992        | 6 مارس 1987        |

## وصلات خارجية
- موقع وزارة الخارجية الأذربيجانية
- موقع وزارة الخارجية المجرية